# Parassita (ontologia)
Il parassita, in ontologia, esiste solo in riferimento a qualcos'altro, quindi solo come caratteristica, qualità o assenza di altro.
Esempio di parassita ontologico è il buco, descritto come "sempre in qualcos'altro e non può esistere isolatamente." così come "immateriale: ogni buco ha un "ospite" materiale (il materiale circostante, come la parte commestibile di una ciambella) e può avere un “ospite” materiale (come il liquido che riempie una cavità), ma non sembra esso stesso fatto di materia".

## Esempi
Il parassita ontologico esiste solo come un aspetto del suo ospite.
- Buco
- Confine. "La maggior parte delle teorie realistiche sui confini, interpretate come entità di dimensioni inferiori, condividono l'idea che tali entità siano parassiti ontologici: punti, linee e superfici non possono essere separate e non possono esistere in isolamento dalle entità che legano"[3]
- Colore
- Forma

Alcuni filosofi considerano ontologicamente parassitarie tutte le proprietà delle relazioni tra le cose (come la forma e il colore)

## Teorie
Il concetto di parassita ontologico presenta una serie di teorie filosofiche ed esperimenti mentali sull'"esistenza" del parassita stesso, come le percezioni dell'assenza di qualcosa (buco) come se stesso una cosa e la categorizzazione dei parassiti come aventi una più bassa dimensione ontologica rispetto ai loro ospiti.